# Jaume Calafat Riutort "de Puntiró"
Jaume Calafat Riutort "de Puntiró" (Santa Maria del Camí, 1829-1907). Glosador.
Va néixer a la possessió de Son Oliver de Coanegra el 1829. Es va casar amb Magdalena Canyelles. A partir de 1860 va ser l'amo de Puntiró. La seva anomenada de glosador va ser destacable. Fou l'avi del sacerdot i poeta Josep Calafat Mesquida. Va participar en un combat de glosadors amb n'Andreu Coll "Tambor" i en Pau Noguera "Cerol" que es va fer a Son Oliver.
Una vegada el propietari de Puntiró li demanà una glosa. L'amo en Jaume contestà:
| «               | Senyor, si ets amos porien pagar sa renda amb cançons, ses seves possessions meves aviat serien. | » |
| — Jaume Calafat |                                                                                                  |   |

Unes al·lotes li feren un nus a l'arada que ells havia deixat dins la seva terra de Son Company. Quan les va veure n'escometé una i li digué:
| «               | Ja ho va dir un bergantell que eres sa més garrida, mem si ets capaç Margalida de fer-n'hi un a s'aucell. | » |
| — Jaume Calafat | |   |